# قائمة الجامعات الرياضية في تونس
قائمة الجامعات الرياضية المعتمدة في تونس والتابعة لوزارة الشباب والرياضة:
| الرقم | اسم الجامعة                                                    | رئيس الجامعة        | سنة التأسيس    | رابط الموقع                                                           |
| ----- | -------------------------------------------------------------- | ------------------- | -------------- | --------------------------------------------------------------------- |
|       | الجامعة التونسية للبيزبول والسوفتبول                           | صابر جلاجلة         | 1920           | http://www.ftbs.tn                                                    |
|       | الجامعة التونسية للسباحة                                       | الهادي بن حسن       | 29 جوان 1956   | http://www.ftnatation.tn/                                             |
|       | الجامعة التونسية للكرة الطائرة                                 | فراس الفالح         | جوان 1956      | http://www.ftvb.org/                                                  |
|       | الجامعة التونسية لكرة اليد                                     | مراد المستيري       | 1 أكتوبر 1956  | http://www.federationhandball.tn/                                     |
|       | الجامعة التونسية لكرة السلة                                    | علي البنزرتي        | 28 أكتوبر 1956 | http://www.ftbb.org.tn/                                               |
|       | الجامعة التونسية لرفع الأثقال                                  | على بن فضل          | 28 أكتوبر 1956 |                                                                       |
|       | الجامعة التونسية للكرة الحديدية                                | محمد لسعد الضيف     | 1956           | http://www.ftbp.org.tn/                                               |
|       | الجامعة التونسية لكرة القدم                                    | وديع الجريء         | 29 مارس 1957   | http://www.ftf.org.tn/                                                |
|       | الجامعة التونسية لألعاب القوى                                  | فتحي حشيشة          | 1957           | http://www.fta.tn/                                                    |
|       | الجامعة التونسية للشطرنج                                       | خالد عرفة           | 1957           | http://www.chess.tn/ نسخة محفوظة 16 أغسطس 2016 على موقع واي باك مشين. |
|       | الجامعة التونسية للدراجات                                      | نوفل المرشاوي       | 18 أكتوبر 1960 | http://www.ftcyclisme.tn/                                             |
|       | الجامعة التونسية لكرة المضرب                                   | سلمى المولهي        | 28 أكتوبر 1960 | http://www.ftt.tn                                                     |
|       | الجامعة التونسية للمبارزة                                      | صالح الفرجاني       | 26 أكتوبر 1960 |                                                                       |
|       | الجامعة التونسية للجمباز                                       | فيصل الزمني         | 28 أكتوبر 1960 |                                                                       |
|       | الجامعة التونسية للجودو                                        | إسكندر حشيشة        | 28 أكتوبر 1960 | http://www.fjudo-tn.com/                                              |
|       | الجامعة التونسية للملاكمة                                      | معطى الدخلي         | 7 نوفمبر 1960  |                                                                       |
|       | الجامعة التونسية لرياضات الفروسية                              | ماهر بالرشيد        | 1964           | http://www.ftse.org.tn/                                               |
|       | الجامعة التونسية للكاراتيه                                     | حسن القربي          | 1966           |                                                                       |
|       | الجامعة التونسية لكرة الطاولة                                  | لطفي قرفال          | 8 مارس 1968    |                                                                       |
|       | الجامعة التونسية للمصارعة                                      | حسين الخرازي        | 8 سبتمبر 1968  |                                                                       |
|       | الجامعة التونسية لاتحاد الرغبي                                 | عارف بالخيرية       | 14 نوفمبر 1970 | http://www.tunisiarugby.com/                                          |
|       | الجامعة التونسية لرياضة المعوقين                               | محمد المزوغي        | 1984           | http://www.ftsh-tn.com/                                               |
|       | الجامعة التونسية للرياضة المدرسية والجامعية                    | محمد الهادي القاسمي | 17 مارس 1989   | http://www.ftssu.tn/                                                  |
|       | الجامعة التونسية للرقص الفني والرياضي                          | فتحي الغربي         | 6 ماي 1989     |                                                                       |
|       | الجامعة التونسية لأنشطة الغوص والانقاذ                         | الحبيب الشريف       | 27 ماي 1989    | https://ftassa.tn                                                     |
|       | الجامعة التونسية للأشرعة                                       | عبد الكريم الدّرويش  | 14 جوان 1989   | http://www.ftv.org.tn/                                                |
|       | الجامعة التونسية للجولف                                        | ماهر بوشماوي        | 4 ديسمبر 1992  | http://www.ftg.org.tn/                                                |
|       | الجامعة التونسية للتايكواندو                                   | أحمد قعلول          | 30 نوفمبر 1999 |                                                                       |
|       | الجامعة التونسية للكيوكوشنكاي كاراتي والفنون الدفاعية          | لطفي الساكت         | 2 أفريل 2004   | http://www.ftkktunisia.com/                                           |
|       | الجامعة التونسية للصيد البحري الرياضي                          | فتحي بيّار           | 25 أوت 2005    | http://www.ftps.org.tn                                                |
|       | الجامعة التونسية للدراجات النارية والأنشطة التابعة             | مهدي باش حامبة      | 30 أوت 2005    | http://fede-moto-tunisie.com/                                         |
|       | الجامعة التونسية للووشو كونغ فو والرياضات التابعة              | محمد عادل زهرة      | 9 سبتمبر 2005  | http://www.kungfuwushutunisie.com                                     |
|       | الجامعة التونسية لبناء الأجسام و الفتنس                        | وائل الهيشري        | 17 أكتوبر 2005 |                                                                       |
|       | الجامعة التونسية للرياضة للجميع                                | جلال بن تقية        | 18 ديسمبر 2007 |                                                                       |
|       | الجامعة التونسية للكانوي كاياك                                 | محسن التكروني       | 8 أفريل 2008   | http://www.ftck.tn/                                                   |
|       | الجامعة التونسية لهوكي الجليد                                  | إيهاب عياد          | سبتمبر 2009    |                                                                       |
|       | الجامعة التونسية للسيارات                                      | محمد سليم الغزاي    | 10 ديسمبر 2012 | http://www.ftauto.org.tn/                                             |
|       | الجامعة التونسية للتجديف                                       | سليم بن بوبكر       | 15 ماي 2014    | https://trf.org.tn                                                    |
|       | الجامعة التونسية للرياضات الجوية والأنشطة التابعة              | ماهر العطّار         | 5 أوت 2015     |                                                                       |
|       | الجامعة التونسية لكرة القدم المصغرة                            | أشرف بن صالحة       | 2016           |                                                                       |
|       | الجامعة التونسية لكرة القدم الأمريكية                          | أمين بن عبد الكريم  | 2017           | atfootus.wixsite.com                                                  |
|       | الجامعة التونسية للرياضات الإلكترونية                          | مراد الملولي        | 1 أكتوبر 2018  |                                                                       |
|       | الجامعة التونسية للريشة الطائرة                                | عبد المجيد البحري   | 12 جانفي 2019  | http://www.ftbad.org/                                                 |
|       | الجامعة التونسية لكرة السرعة                                   | منصف ميلي           |                |                                                                       |
|       | الجامعة التونسية للترياتلون والبارا ترياتلون                   | لطفي لعبيّد          |                |                                                                       |
|       | الجامعة التونسية لليوزيكان بودو                                | سمير بن دعية        |                | http://www.ft-yb.tn/                                                  |
|       | الجامعة التونسية للجوجوتسو                                     | على بدر             |                | http://www.ftjj.tn/                                                   |
|       | الجامعة التونسية للكيك والتاي بوكسينغ السافات والأنشطة التابعة | على الديوري         |                | http://www.ftktbsda.tn/                                               |
|       | الجامعة التونسية للرماية                                       | الطاهر المطماطي     |                |                                                                       |
|       | الجامعة التونسية لأنشطة السياحة البحرية                        | بلقاسم الوشتاتي     |                |                                                                       |
|       | الجامعة التونسية للبريدج                                       | المنصف الدغموري     |                |                                                                       |
|       | الجامعة التونسية للأولمبياد الخاص لحاملي الإعاقة الذهنية       | توفيق الشريف        |                |                                                                       |
|       | الجامعة التونسية للرياضة والشغل                                | منير الدنقزلي       |                | http://www.ftst.org.tn/                                               |